# John Heartfield
Helmut Herzfeld (Berlim, 19 de junho de 1891 – Berlim, 26 de abril de 1968), mais conhecido pelo nome artístico John Heartfield, foi um dadaísta alemão. Escolheu chamar-se Heartfield em 1916, para criticar o nacionalismo irracional e antibritânico, predominante na Alemanha durante a Primeira Guerra Mundial.

## Biografia
Em 1918, fundou o movimento Dada em Berlim. Membro do Partido Comunista da Alemanha, foi demitido do serviço das forças armadas alemãs pelo seu apoio à greve que se seguiu ao assassinato de Karl Liebknecht e Rosa Luxemburgo. Com George Grosz, fundou Die Pleite, uma revista satírica. Trabalhou para duas publicações comunistas: o diário Die Rote Fahne e o semanário Arbeiter-Illustrierte-Zeitung (Aiz), no qual publicou a sua obra.
No ano de 1933, quando os nacional-socialistas chegaram ao poder na Alemanha, mudou-se para a Tchecoslováquia, onde continuou seu trabalho de fotomontagem para o Aiz (que foi publicado no exílio). Em 1938, temendo a anexação alemã de seu país de acolhimento, mudou-se para a Inglaterra, vivendo em Hampstead. Regressou à Alemanha Oriental e Berlim após a Segunda Guerra Mundial. Em 1954, trabalhou com diretores de teatro como Benno Besson e Langhoff Wolfgang no Berliner Ensemble e Deutsches Theater.
Também criou capas de livros para escritores como Upton Sinclair, bem como cenários para dramaturgos contemporâneos, como Bertolt Brecht e Erwin Piscator.